# Benedikt VI.
Benedikt VI., papa od 19. siječnja 973. do lipnja 974. godine.